# 佐世保タクシー
佐世保タクシー株式会社（させぼタクシー、英: SaseboTaxi Inc.）は、長崎県佐世保市に本社を置くタクシー業者。長崎県を中心に営業しているブルーキャブグループの代表会社である。
昭和11年（1936年）創業の長い歴史を持つ佐世保市のタクシー業界最古の老舗。

## 沿革
- 1936年12月20日 - 佐世保タクシー株式会社設立。
- 2012年10月24日 - スマートフォンアプリによる配車依頼サービスを提供開始。

## 関連会社（グループ企業）
ブルーキャブグループ (BLUE Cab Group)
- みなとタクシー株式会社（長崎市）
- 有限会社三和タクシー（長崎市）
- 西福岡タクシー株式会社（福岡市）
- 株式会社トーヨー総業（佐世保市）